# Rodolphe Hiden
Rodolphe Hiden, noto anche come Rudolf Hiden (Graz, 9 marzo 1909 – Vienna, 11 settembre 1973), è stato un allenatore di calcio e calciatore austriaco naturalizzato francese, di ruolo portiere.

## Carriera

### Giocatore
Ha speso tutta la carriera agonistica tra Wiener AC e RC Paris.
Ha giocato sia per la Nazionale austriaca (20 presenze) che per quella francese (una presenza).

### Allenatore
Successivamente ha allenato in Italia, e precisamente Salernitana (due volte), Messina (due volte), Palermo (esonerato a fine marzo) e Carrarese.

## Palmarès

### Giocatore
- Campionato di calcio francese: 1

Paris: 1936
- Coppa di Francia: 3

Paris: 1936, 1939, 1940